# Templo de los Cormoranes
El Templo de los Cormoranes es un templo ceremonial maya ubicado en la antigua ciudad de Dzibanché al sur del estado de Quintana Roo en México. Fue nombrado como el Templo de los Cormoranes en alusión a una vasija de cerámica encontrada al interior pintada con la imagen de un cormorán, un ave cazadora de relevancia simbólica dentro de la mitología maya vinculada al inframundo. Arqueológicamente también se le denominada como el Edificio II, Templo II o E2 de Dzibanché.
El templo forma parte de la plaza Xibalbá del núcleo principal de la ciudad maya de Dzibanché, la primera capital del reino Kaan. El basamento piramidal está integrado por un sistema de cámaras funerarias con tumbas de elite, el entierro principal es la tumba de un gobernante de la dinastía Kaanu’l de Dzibanché que de acuerdo a los estudios arqueológicos se trata de Yukno'm Ut Chan también conocido como Testigo del Cielo, quien fuese gobernante de Dzibanché entre los años 561 al 572 d. C., el entierro incluía un gran ajuar funerario con vasijas cerámicas policromas, collares, pulseras y máscaras de jade.

## Arquitectura
El Templo de los Cormoranes se ubica en la plaza Xibalbá frente al Templo del Búho en el núcleo principal de Dzibanché y tiene una altura de 34 metros siendo el más alto del centro de la ciudad. El edificio está conformado por un gran basamento piramidal escalonado con entradas a las cámaras funerarias y un templo con crestería en la cima. La arquitectura de la estructura sigue el estilo arquitectónico local característico de Dzibanché desarrollado por la dinastía Kaanu’l denominado como de Pilastras Pareadas el cual consiste en fachadas con pilares tableados decorados, este estilo arquitectónico también se ha identificado en Calakmul. La  función del templo fue también albergar tumbas de elite y de la dinastía Kaanu'l.

### Cámaras funerarias

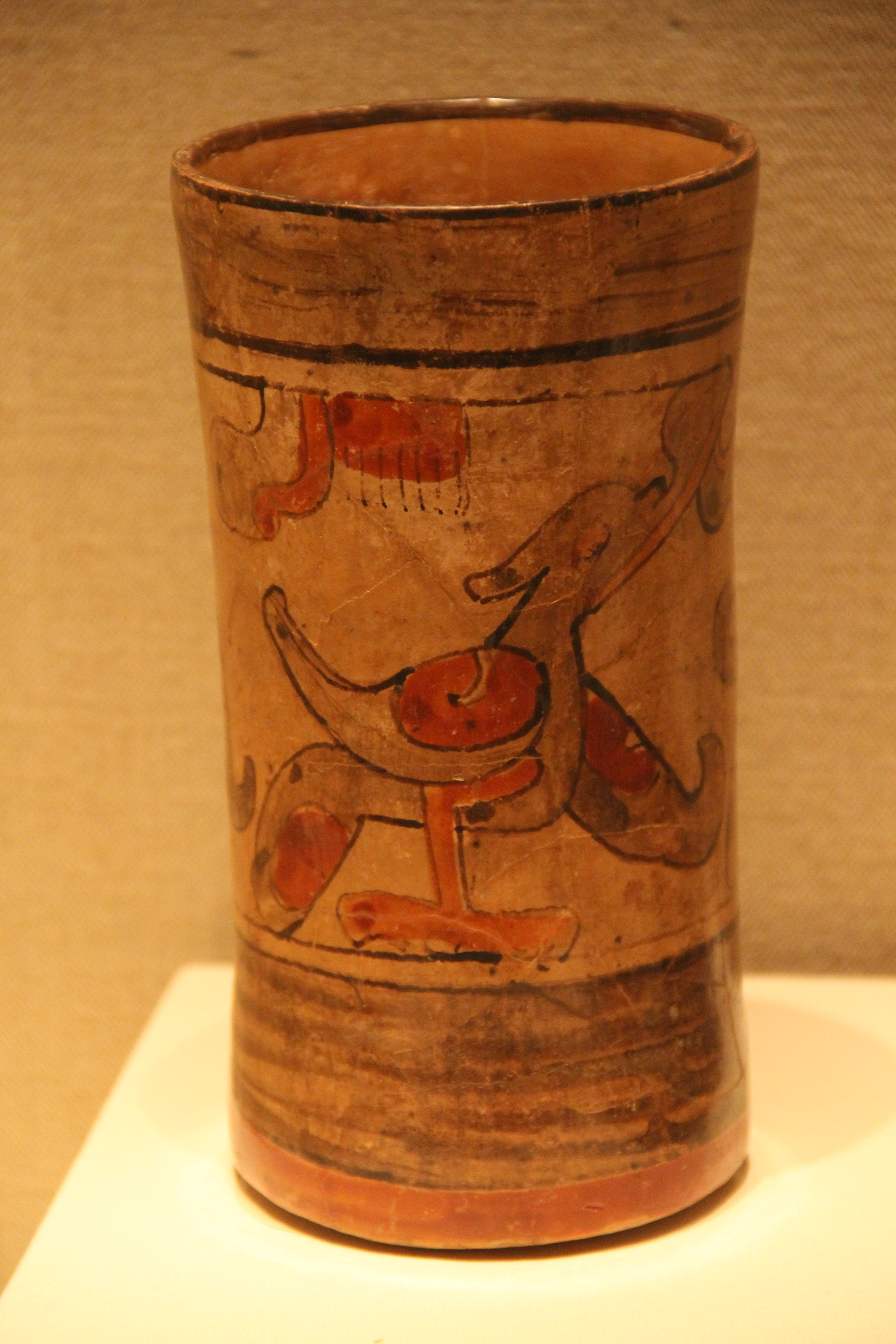
Vaso policromo pintado con cormoranes encontrado en una ofrenda al interior del templo.

El Templo de los Cormoranes fue un lugar de sepultura real o mausoleo sagrado para la dinastía Kaanu'l. La estructura muestra que siguió siendo utilizada hasta el periodo posclásico tardío después de la desaparición de la dinastía, mientras que una gran mayoría de tumbas reales solían ser profanadas y saqueadas por los propios mayas en busca de objetos valiosos luego del colapso y abandono de las grandes ciudades clásicas, las tumbas del Templo de los Cormoranes fueron respetadas y se mantuvieron intactas posiblemente por la simbología mitológica e importancia con la que se recordaba a los gobernantes de Dzibanché. Se han encontrado alrededor de siete tumbas en el interior de su basamento en el que se encuentran varios recintos funerarios; los entierros comparten características comunes de la tradición funeraria del linaje Kaanu'l, como la colocación de ciertos elementos en su rico ajuar funerario entre los que destacan las máscaras de jade.

#### Tumba del Señor de Dzibanché
La cámara funeraria principal del interior del basamento del templo contiene la tumba del gobernante Yukno'm Ut Chan o Testigo del Cielo gobernante de Dzibanché que entre sus hazañas derrotó a Tikal en el año 562 d. C. elevando al reino Kaan como una entidad dominante en las tierras bajas mayas centrales. La tumba contenía los restos óseos del gobernante sobre la piel de un jaguar acompañado de un gran ajuar funerario compuesto por vasijas de cerámica policroma, navajas de obsidiana, collares y pulseras hechas de jade y caracol y tres máscaras de jade. Por la riqueza de la ofrenda, la tumba ha sido denominada como Tumba del Señor de Dzibanché. El análisis de la osamenta ha determinado que el esqueleto corresponde a un hombre de aproximadamente 30 a 35 años de edad con una altura de 1,62 metros y con modificación craneal.
 

Junto al esqueleto se localizó un punzón sangrador de hueso utilizado para los rituales de autosacrificio o derramamiento de sangre, el cual tiene grabada una inscripción jeroglífica interpretada como: “Es el hueso ofrendador de Yukno'm Ut Chan, señor divino de Kaan”. Los ofrendadores o sangradores eran utilizados para que su portador realizara el ofrecimiento de sangre o sangría ritual a los dioses y poder acceder al mundo divino o purificarse. De acuerdo a la mitología maya cada punzón sangrador estaba directamente vinculado con su propietario como un receptáculo sagrado de su energía vital.

Ofrendas funerarias del Templo de los Cormoranes
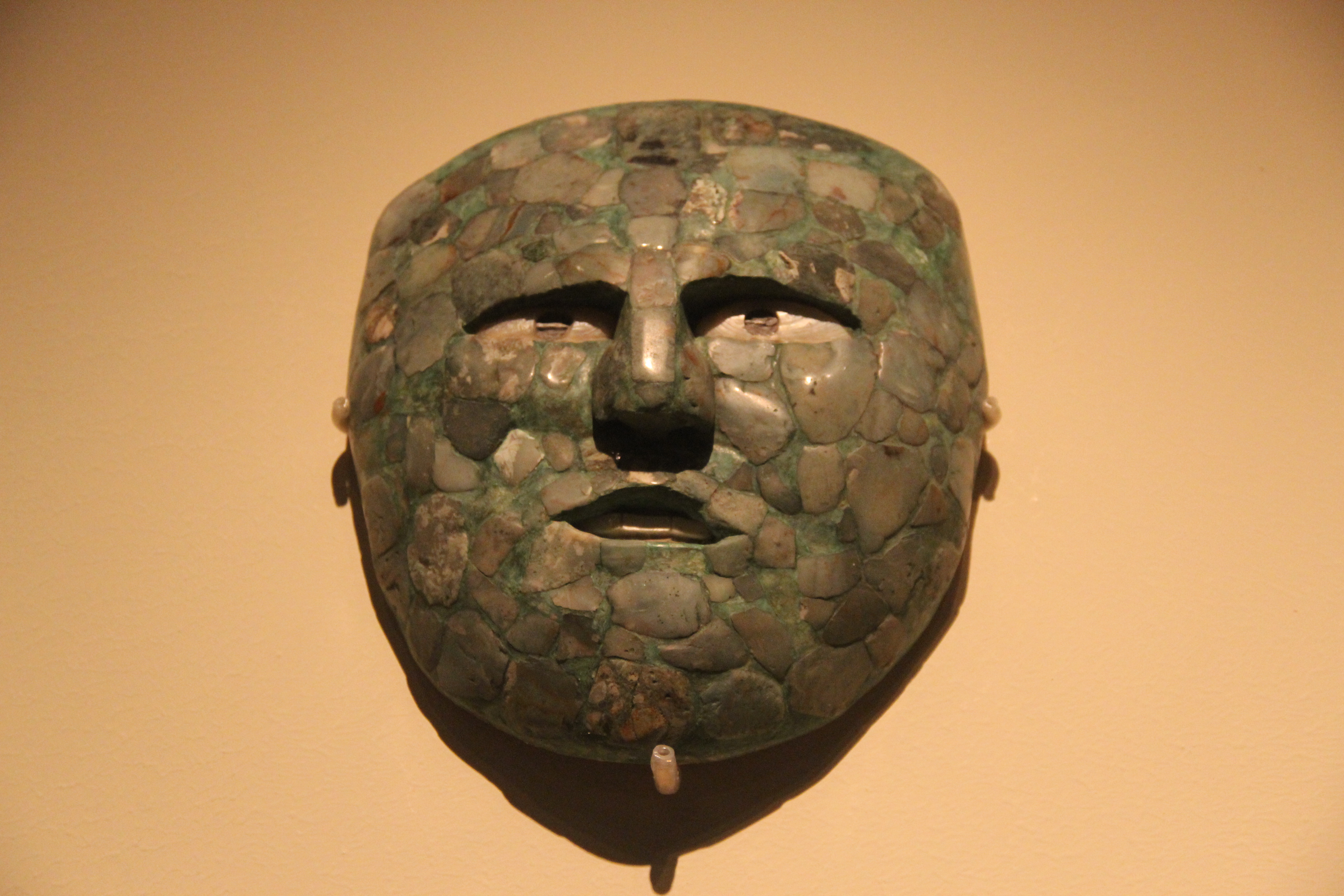
Máscara de jade encontrada en una cista en la entrada del templo
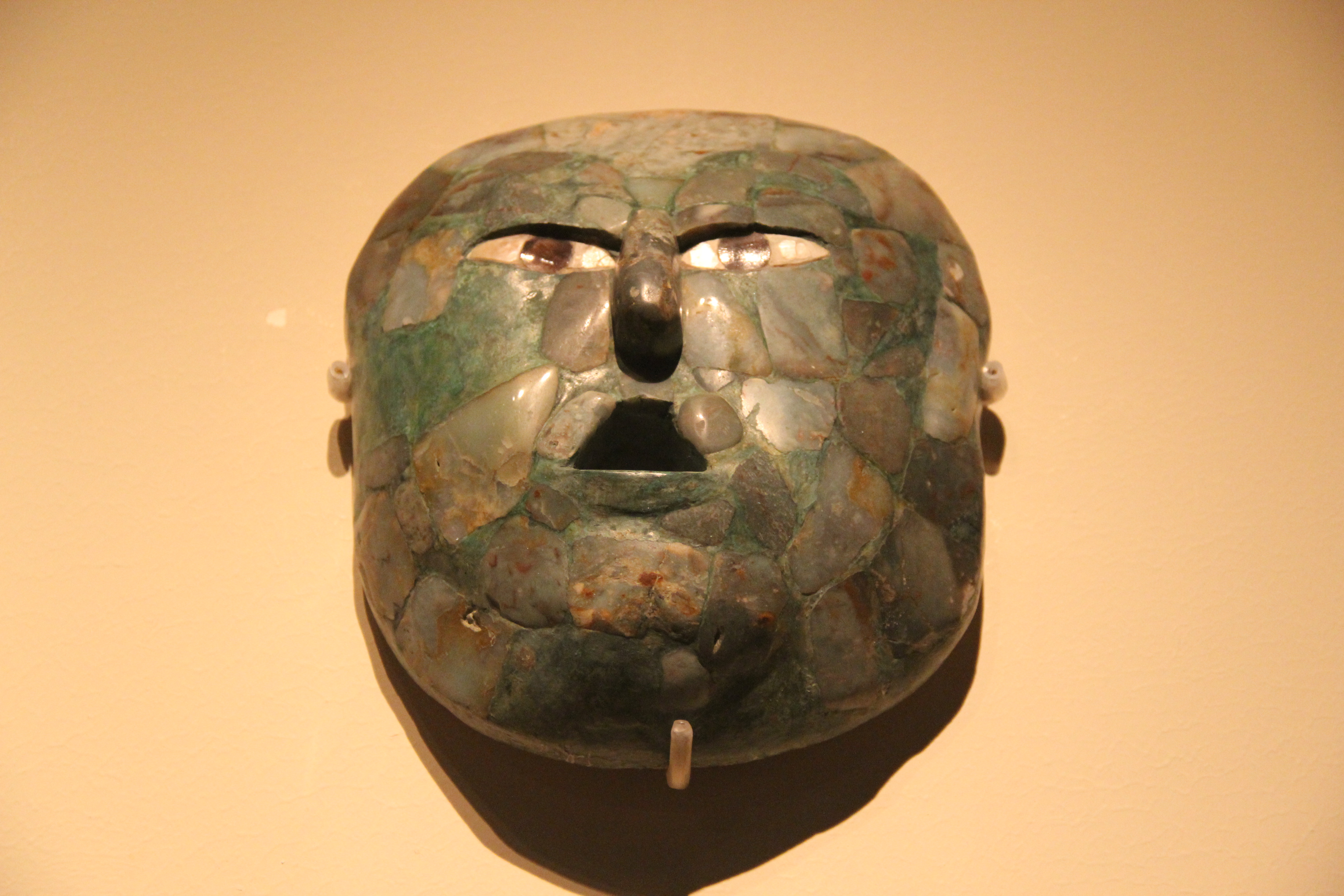
Máscara de jade encontrada en la cámara funeraria 2 del templo
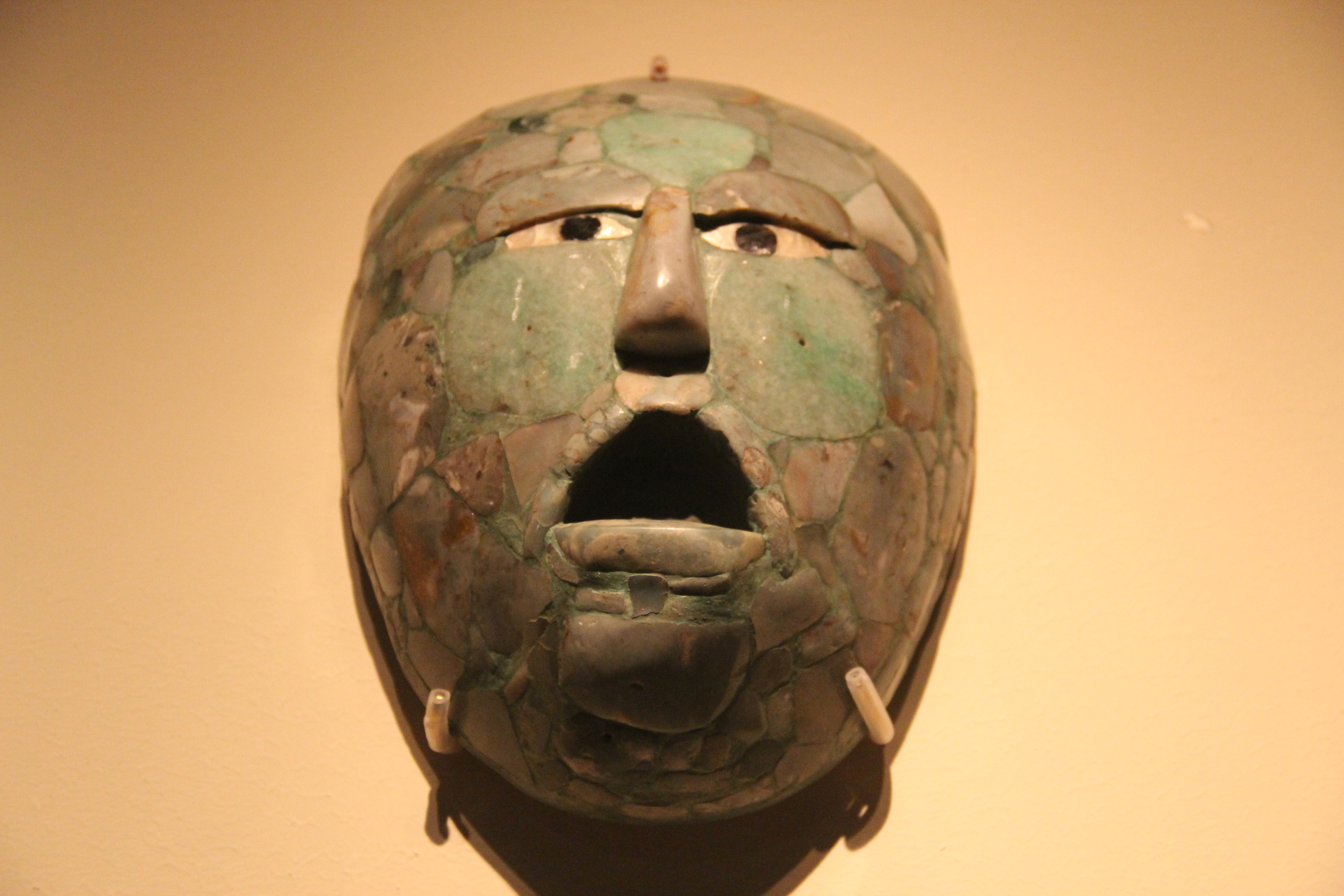
Máscara de jade encontrada en la cámara funeraria 4 del templo